# Armée de libération du peuple bamar
L'Armée de libération du peuple bamar (birman : ဗမာပြည်သူ့လွတ်မြောက်ရေးတပ်တော် , abrégé en BPLA) est une organisation ethnique armée de Birmanie,. Elle est fondée le 17 avril 2021 par un groupe de 17 personnes, dont Maung Saungkha (en), un éminent poète birman et militant des droits humains qui a participé aux manifestations de 2021-2022 en Birmanie. Le logo du BPLA est constitué de neuf plumes de paon disposées en cercle, symbole des derniers rois de Birmanie (en).

## Objectifs
Selon Saungkha, les objectifs du BPLA incluent de "[mettre fin à] la domination des bouddhistes bamars sur les autres groupes ethniques (en), "renforcer l'unité des divers groupes ethniques de Birmanie dans le cadre d'une union fédérale démocratique", "garantir que, si Aung San Suu Kyi est libérée de son assignation à résidence, aucun compromis politique ne soit fait au nom de la stabilité de l'État", et reconnaître "un État bamar ou une unité constituante basée sur l'identité bamar dans une future union fédérale".